# Bulbostylis barbata
Bulbostylis barbata là một loài thực vật có hoa trong họ Cói. Loài này được (Rottb.) C.B.Clarke mô tả khoa học đầu tiên năm 1893.